# Uribia (kommun)
Uribia är en kommun i Colombia.   Den ligger i departementet La Guajira, i den norra delen av landet, 800 km norr om huvudstaden Bogotá. Antalet invånare är 117 674. Arean är 8 200 kvadratkilometer.
Terrängen i Uribia är platt västerut, men österut är den kuperad.